# سوگورن (هوپا)
سوگورن (به لاتین: Sugören) یک منطقهٔ مسکونی در ترکیه است که در هوپا واقع شده‌است. سوگورن ۱٬۱۲۷ نفر جمعیت دارد و ۱۰ متر بالاتر از سطح دریا واقع شده‌است.